# Peresznye
Peresznye (Duits: Prössing) is een plaats (község) en gemeente in het Hongaarse comitaat Vas. Peresznye telt 693 inwoners (2001).